# لوآملودیپین
لِوآملودیپین(به انگلیسی: Levamlodipine) (INN)، همچنین به عنوان لِووآملودیپین یا اس-آملودیپین نیز شناخته می‌شود، شکل انانتیومر فعال داروی آملودیپین است. آملودیپین به گروه دی‌هیدروپیریدین تعلق دارد که یک مسدودکننده کانال کلسیم بوده و به عنوان عامل ضدفشار خون و ضد آنژین استفاده می‌شود. لوآملودیپین در حال حاضر در روسیه با نام تجاری EsCordi Cor، در برزیل با نام تجاری Novanlo و در هند با نام تجاری Eslo ,Asomex و Espin به بازار عرضه می‌شود.